# Szuperoxid-dizmutáz 1
A Cu–Zn-szuperoxid-dizmutáz, más néven szuperoxid-dizmutáz 1 vagy hSod1 a 21. kromoszómán lévő SOD1 gén által kódolt enzim. A három humán szuperoxid-dizmutáz egyike. Az apoptózisban, a familialis amiotrófiás laterálszklerózisban és a Parkinson-kórban is szerepet játszik.

## Szerkezet
A SOD1 β-hordót alkotó 32 kDa-os homodimer intramolekuláris diszulfidkötéssel és kétmagvú Cu/Zn-hellyel az alegységekben. Ez a szuperoxid hidrogén-peroxidra és oxigénre való bontásáért felel. A fehérje érése összetett és nem teljesen ismert, a Cu és Zn szlektív kötését, a Cys-57 és a Cys-146 közti diszulfidkötést és a két alegység dimerizációját tartalmazza. A Sod1 rézchaperonja könnyíti a réz bekerülését és a diuszulfid oxidációját. Bár a SOD1 a plazmában jön létre és ott érhet, a mitokondriumokban lévő éretlen SOD1-nek a membránközi térbe kell kerülnie. Itt az éréshez szükséges diszulfidkötés jön létre. Az érett fehérje nagyon stabil, de a fémmentes és diszulfidredukált változat instabil. Ez megjelenik in vitro, ahol a fémionok elvesztése növeli a SOD1-aggregációt, és betegségmodellekben, ahol az oldhatatlan SOD1 kevés fémet tartalmaz. Ezenkívül a felszíni redukált ciszteinek részt vehetnek a diszulfid-keresztkötésekben, így az aggregációban.

## Funkció
A SOD1 Cu- és Zn-ionokat köt, és a 3 humán szuperoxid-dizmutáz egyike. A kódolt izozim oldható citoplazmatikus és mitokondriális membránközi térben lévő fehérje, mely homodimerként működik a természetes, de káros szuperoxid oxigénre és hidrogén-peroxidra való bontásában. A hidrogén-peroxidot egy másik enzim, a kataláz bonthatja ezután le.
A SOD1 feltehetően a szuperoxidionok létrejöttének helyére, a külső mitokondriális membránba (OMM) vagy a membránközi térbe lokalizálódhat. Ennek pontos mechanizmusa ismeretlen, de az OMM-ra való aggregációját BCL-2-höz való asszociációja okozhatja. A vad típusú SOD1 antiapoptotikus az idegsejttenyészetekben, a mutáns SOD1 segíti az apoptózist gerincvelői mitokondriumokban, de májmitokondriumokban nem, noha mindkettő ugyanúgy expresszálja. Két modell szerint a SOD1 a BCL-2-vel vagy a mitokondriumokkal való kölcsönhatás okozhatja.

## Klinikai jelentőség

### Szerepe az oxidatív stresszben
A SOD1 fontos a reaktív oxigénszármazékok (ROS) felszabadításában az oxidatív stressz során az ischaemiás szívbetegség része, az ischaemiás-reperfúziós sérülés esetén, különösen a miokardiumban. Ez, melyet koszorúér-okklúzió okoz, jelenleg a vezető morbiditási és mortalitási ok a modern társadalomban. Ischaemiás reperfúzió során a ROS-felszabadulás a sejtkárosodáshoz és -halálhoz jelentősen hozzájárul a sejtre való közvetlen hatások és az apoptotikus jelek miatt. A SOD1 korlátozza a ROS hatását. Így a SOD1 a szívvédő hatásai miatt fontos. Ezenkívül a SOD1 véd az ischaemiás-reperfúziós sérülés ellen például ischaemiás praeconditio esetén. Bár nagy mennyiségű ROS sejtkárosodást okoz, a mitokondriumok által kibocsátott kevés ROS, mely rövid ischaemiás epizódokban jelentkezik, elindíthatja az ischaemiás praeconditio jeltranszdukciós útjait, csökkentve a sejtkárosodást. E ROS-felszabaduláskor a SOD1 fontos szerepet játszik, szabályozva az apoptotikus jelzést és a sejthalált.
Egy kutatásban két familialis keratoconus-esetben deléciókat találtak a génben. A SOD1-hiányos egerekben nagyobb a korral összefüggő izomtömegvesztés (szarkopénia), a korai katarakták, a makuladegeneráció, a thymusinvolutio, a májrák aránya, és élettartamuk rövidebb. A nagyobb SOD1-szint a krónikus fémtoxicitás biomarkere is lehet hosszútávú amalgám fogtömésekkel rendelkező nőkben.

### Amiotrófiás laterálszklerózis (Lou Gehrig-kór)
A gén mutációi – 2024-ig több mint 150 ismert – összefüggnek a familialis amiotrófiás laterálszklerózissal. Azonban több bizonyíték szerint a sejtstressz alatt a vad típusú SOD1 számos sporadikus ALS-esetben jelen van, amely az ALS-esetek 90%-át adja. A leggyakoribb mutációk az Amerikai Egyesült Államokban az A4V, Japánban a H46R. Izlandon csak a SOD1-G93S ismert. A leginkább tanulmányozott egérmodell a G93A. Ritka transzkriptumváltozatok is ismertek.
Az ALS-okozó SOD1-mutációk nagy része domináns – egy mutáns változat elég a betegség okozásához. A SOD1-mutációk mechanizmusa ismeretlen, de feltehetően toxikus funkciószerzés – sok betegséggel összefüggő SOD1-mutánsban fennmarad az enzimaktivitás, a Sod1-knockout egerek az erős korfüggő distalis motoros neuropátia ellenére nem mutatnak ALS-t.
Az ALS izomatrófiát okozó szelektív mozgatóneuron-vesztéssel rendelkező neurodegeneratív betegség. A DNS-oxidációs termék 8-OHdG az oxidatív DNS-károsodás fontos markere. Ez az ALS-es emberek gerincvelői mozgatóneuronjaiban felhalmozódik. A mutáns SOD1-génnel rendelkező transzgenikus egerek esetén a mitokondriális DNS-ben is felhalmozódik a 8-OHdG. Ezek alapján a mozgatóneuronok mtDNS-ének mutáns SOD1 miatti károsodása fontos tényező lehet az ALS etiológiájában.

#### A4V mutáció
Az A4V (a 4. kodon alaninja helyén valin) a leggyakoribb ALS-okozó mutáció az amerikai populációban – a SOD1-ALS-es betegek közel 50%-a rendelkezik ezzel. Az amerikai familialis ALS-esetek mintegy 10%-át a SOD1 heterozigóta A4V-mutációi okozzák. E mutáció Amerikán kívül ritka.
2008-as becslések szerint az A4V mutáció mintegy 540 generációval (12 000 év) ezelőtt jelent meg. A mutáció körüli haplotípus alapján e mutáció az amerikai bennszülöttek ázsiai elődeiben jelent meg, akik a Bering-szoroson keresztül érték el Amerikát.
Az A4V mutáns vadtípus-szerű mutáns. Az A4V mutációval rendelkező betegeknél eltérő korban jelennek meg a tünetek, de általában nagyon gyors lefolyású, az átlagos túlélési idő a tünetek megjelenése után 1,4 év (szemben más domináns SOD1-mutációk 3–5 évével vagy a H46R ennél is hosszabb idejével). Ez sokkal rövidebb a nem mutáns SOD1 miatti ALS-nél.

#### H46R mutáció
A H46R (a 46. kodon hisztidinje helyén arginin) a leggyakoribb ALS-okozó mutáció Japánban – a japán SOD1-ALS-es betegek mintegy 40%-a hordozza e mutációt. A H46R megszünteti a SOD1 aktív helyének rézkötését, így a H46R enzimatikusan inaktív. Lefolyása különösen lassú – a tünetek jelentkezése és a halál közt gyakran több mint 15 év telik el. Az e mutációval rendelkező egérmodellekben nincs jelen a G93A vagy G37R esetén jelenlévő mitokondriális vakuoláris tünet, és szemben előbbivel, a fő mitokondriális antioxidáns SOD2 hiánya nem hat a lefolyásra.

#### G93A mutáció
A G93A (a 93. kodon glicinje helyén alanin) ritka mutáció, de intenzíven tanulmányozták, mivel ez volt az egérben modellezett első mutáció. Ez az enzimaktivitást megtartó pszeudo-VT mutáció. A G93A-egér könnyű elérhetősége miatt sok potenciális gyógyszercélpontot és toxicitási mechanizmust ezen vizsgáltak. Legalább egy magán-kutatóintézet (az ALS Therapy Development Institute) nagymértékű gyógyszervizsgálatokat végez kizárólag e modellen. Nem ismert, hogy az eredmények G93A-specifikusak vagy minden ALS-okozó SOD1-mutáció esetén működnek. A G93A-egér bizonyos patológiás jellemzőit a túlexpresszió okozza, különösen a mitokondriális vakuoláció terén (a Jackson Laben elérhető G93A-egér több mint 20 humán SOD1-gén-másolattal rendelkezik). Legalább egy tanulmány kimutatta, hogy bizonyos patológiás jellemzők csak a G93A-ra jellemzők, és nem extrapolálhatók minden ALS-okozó mutációra. Továbbiak kimutatták, hogy a G93A- és H46R-modellek patogenezise eltér – egyes, az egyik modellben pozitív/negatív hatású szerek vagy beavatkozások a másikban az ellentétes hatást váltják ki vagy nem hatnak.

### Down-szindróma
A Down-szindrómát (DS) általában a 21. kromoszóma triszómiája okozza. Az oxidatív stressz fontos lehet a DS-val kapcsolatos tünetekben. Az oxidatív stresszt a SOD1 triplikációja és nagyobb expressziója okozhatja. Ez nagyobb hidrogén-peroxid-termelést okoz, nagyobb sejtkárosodást okozva.
A 8-OHdG szintje a DS-s betegek nyálában és leukocitáiban az egészségeseknél szignifikánsan magasabb. Ezek alapján a DS bizonyos tüneteit az oxidatív károsodás okozhatja.

## Kölcsönhatások
A SOD1 kölcsönhat a CCS-sel és a Bcl-2-vel.

## Fordítás
Ez a szócikk részben vagy egészben  a   SOD1 című angol Wikipédia-szócikk ezen változatának fordításán alapul.  Az eredeti cikk szerkesztőit annak laptörténete sorolja fel. Ez a jelzés csupán a megfogalmazás eredetét és a szerzői jogokat jelzi, nem szolgál a cikkben szereplő információk forrásmegjelöléseként.